# Orthotrichum japonicum
Orthotrichum japonicum là một loài rêu trong họ Orthotrichaceae. Loài này được Sull. & Lesq. mô tả khoa học đầu tiên năm 1859.